# Moulines (Calvados)
Moulines – miejscowość i gmina we Francji, w regionie Normandia, w departamencie Calvados.
Według danych na rok 1990 gminę zamieszkiwało 216 osób, a gęstość zaludnienia wynosiła 23 osoby/km² (wśród 1815 gmin Dolnej Normandii Moulines plasuje się na 672. miejscu pod względem liczby ludności, natomiast pod względem powierzchni na miejscu 550.).